# Emesis dyndima
Emesis dyndima är en fjärilsart som beskrevs av Pieter Cramer 1780. Emesis dyndima ingår i släktet Emesis och familjen Riodinidae. Inga underarter finns listade i Catalogue of Life.